# Armilla

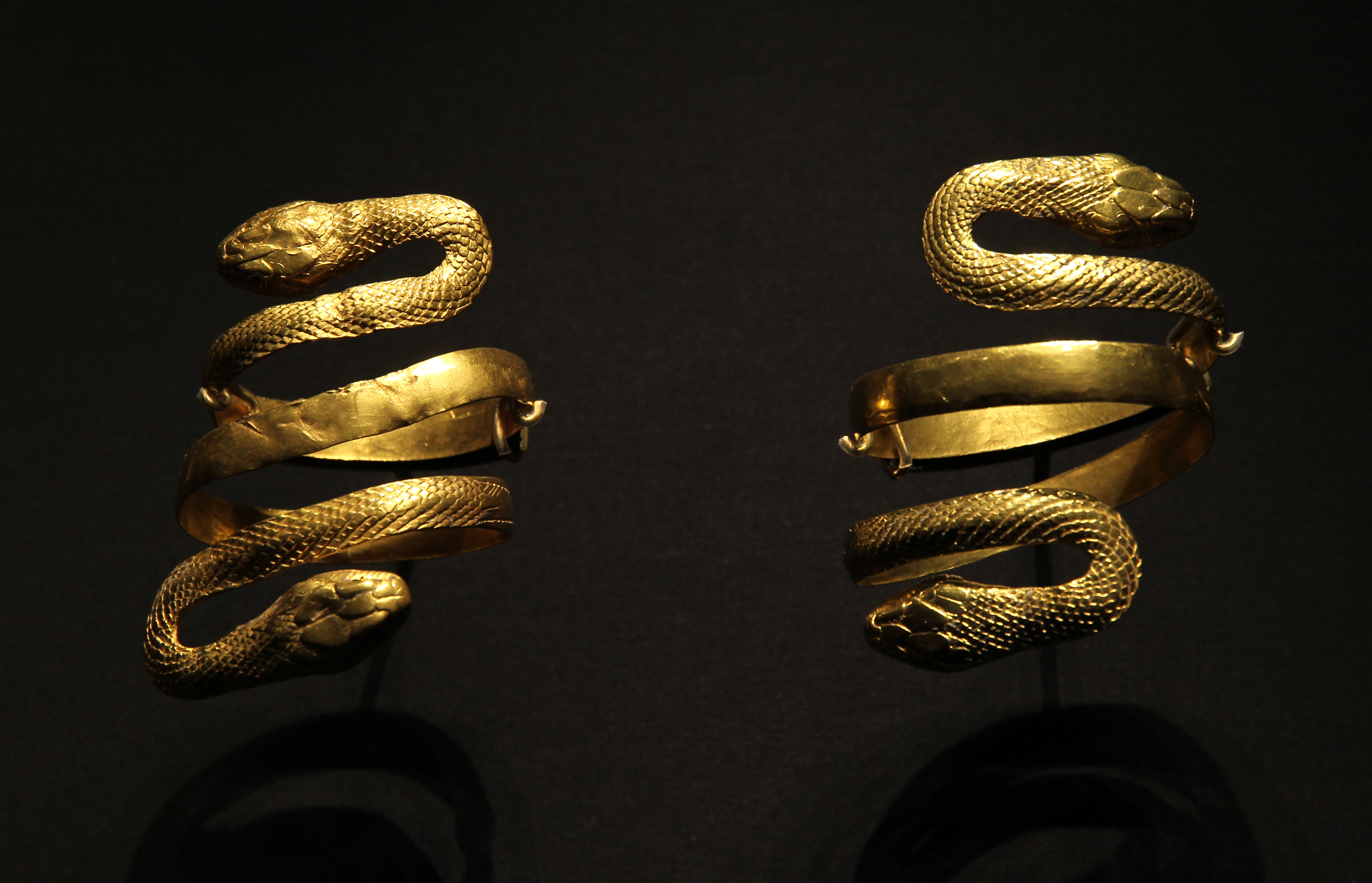
Para złotych armilli rzymskich z I w. n.e. (zbiory Muzeum Wiktorii i Alberta w Londynie)

Armilla (łac. ărmillă – pierścień żelazny, lm. armillae) – bransoleta używana zarówno przez kobiety, jak i mężczyzn w starożytnej Grecji i Rzymie. 
Armille noszono na przedramieniu (na przegubach rąk), na ramieniu powyżej łokcia, niekiedy na nodze powyżej kostki. Najczęściej miały kształt węża lub ozdobnej obręczy. Wyrabiano je ze złota, srebra lub żelaza, kości słoniowej, emalii, szkła, czasem dla ozdoby wysadzano półszlachetnymi kamieniami.
U Rzymian, obok medali (phalera) i naszyjników (torques), były także rodzajem odznaczenia wojskowego za męstwo dla żołnierzy i centurionów.
W geometrii od tego słowa wywodzi się termin armila (inaczej torus, sfera armilarna) – starożytny przyrząd do wyznaczania współrzędnych astronomicznych.